# هاروهيكو كيندايتشي
هاروهيكو كيندايتشي (1913 – 2004) كان لغويًا يابانيًا وباحثًا في علم اللغة اليابانية. اشتهر بتحريره لمعاجم اللغة اليابانية وبأبحاثه حول اللهجات والنُّطق في اللغة اليابانية. نال وسام الشمس المشرقة تقديرًا لجهوده، كما حصل على درجة الدكتوراه في الأدب من جامعة طوكيو عام 1962. مُنح أيضا تكريمًا رسميًا بصفته شخصية قدّمت خدمات متميزة في ميدان الثقافة، كما مُنح لقب المواطن الشرفي.

## الحقبة المبكرة من حياته
وُلد في الثالث من نيسان (أبريل) عام 1913 في منزل والدته الواقع في حي موريكاوا تشو، ناحية هونغو من مدينة طوكيو (التي تُعرف اليوم باسم هونغو 6-تشومي، في ناحية بُنكيو ضمن منطقة العاصمة طوكيو). كان الابن البكر والوحيد لشيزوئي (واسم عائلتها قبل الزواج: هاياشي) ولعالم اللغات البارز كيوسوكي كيندايتشي، المتخصّص في لغة الأينو.
ورث عن والده شغفه بالعلم، وعن والدته نزعتها العلمانية. عندما وُلد، كان والده قد فقد وظيفته كمصحّح لغوي لموسوعة سانسِيدُو، فكانت أسرته حينها تمرّ بظروف اقتصادية قاسية. عمل والده لاحقًا كمدرسا في جامعة طوكيو الإمبراطورية.

## أعماله
ذاع صيت هارهومي كيندايتشي في الأوساط العامة بعد نشره كتاب نيهونغو (اللغة اليابانية) سنة 1957، والذي حقق رواجًا واسعًا بفضل أسلوبه القصصي في تناول طبيعة اللغة.